# Werner Brinker

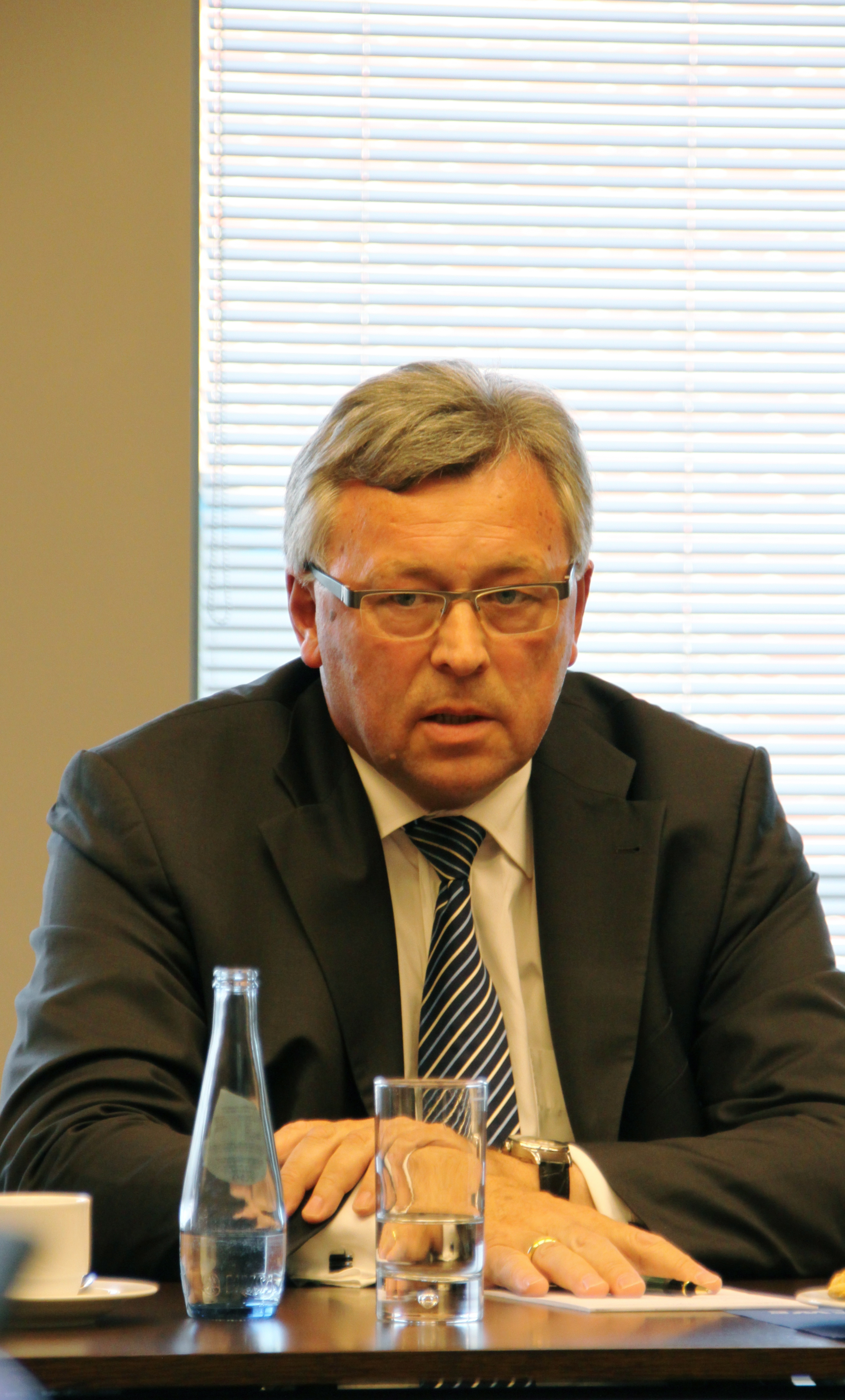
Werner Brinker (2011)

Werner Brinker (* 30. März 1952 in Lingen) ist ein deutscher Manager.  Er war vom Jahre 1998 bis zum 30. September 2015 Vorstandsvorsitzender der EWE AG in Oldenburg.

## Leben
Werner Brinker studierte nach seinem Abitur am Gymnasium Johanneum in Lingen Bauingenieurwesen an der Technischen Universität Braunschweig und wurde dort 1990 promoviert. Der Einstieg bei EWE erfolgte im Jahr 1978 in dem Bereich Gasbeschaffung/-speicherung. 1992 bekam Brinker Prokura verliehen, bevor er von 1993 bis 1996 zu Preussen Elektra, Hannover, wechselte. Hier leitete er die Hauptabteilung Absatzwirtschaft. Anschließend kam er 1996 als technischer Vorstand zur EWE Aktiengesellschaft zurück. Seit 1998 war Brinker Vorsitzender des Vorstandes der EWE Aktiengesellschaft. Im September 2014 gab der Aufsichtsrat der EWE AG bekannt, dass Matthias Brückmann zum 1. Oktober 2015 die Nachfolge Brinkers als Vorstandsvorsitzender antreten wird.
Im Rahmen seiner Tätigkeit als Vorstandsvorsitzender der EWE AG engagiert sich Brinker als Vorsitzender im Förderverein der Stiftung der Deutschen Wirtschaft e.V., ist Mitglied im Vorstand des Stifterverbands für die Deutsche Wirtschaft sowie im Stifterverband für die Deutsche Wissenschaft, Landeskuratorium Niedersachsen. Darüber hinaus ist er Mitglied in den Präsidien des Bundesverbandes der Energie- und Wasserwirtschaft (BDEW) und des Verbandes der Elektrotechnik Elektronik Informationstechnik e.V. (VDE), sowie Vorsitzender des Vorstandes des Forums für Zukunftsenergien. Seit dem Jahr 1996 engagiert er sich im Rotary-Club Oldenburg.
Werner Brinker war zwischen 2003 und 2013 Mitglied des Hochschulrats der Carl von Ossietzky Universität Oldenburg, zwischenzeitlich auch als Vorsitzender. Seit November 2015 lehrt Brinker als Honorarprofessor an der Universität Oldenburg über Energie und Technik.  Zudem war er bis Sommer 2012 Mitherausgeber des Internetmagazins klimaretter.info, für das er auch regelmäßig Kolumnen schrieb.

## Veröffentlichungen
- Wasserspeicherung in Zisternen. Ein Beitrag zur Frage der Wasserversorgung früher Städte. Dissertation. Technische Universität Braunschweig 1990. Leichtweiß-Institut für Wasserbau der Technischen Universität, Braunschweig 1990. (Mitteilungen / Leichtweiß-Institut für Wasserbau der Technischen Universität Braunschweig. Heft 109).
- Altertümer von Pergamon. Bd. 1: Stadt und Landschaft, Tl 4, Garbrecht, Günther, Die Wasserversorgung von Pergamon, in Zusammenarb. mit Werner Brinker, Henning Fahlbusch, Konrad Hecht, Harmen Thies. Verlag Walter de Gruyter, Berlin 2001, ISBN 978-3-11-016947-8.
- Next energy: Erzählungen aus unserer Zukunft, in Zusammenarb. mit Carsten Agert, Kirstin Hengelage. Verlag Gabel, Offenbach 2014, ISBN 978-3-86936-610-4.

## Ehrungen
Am 4. Dezember 2013 wurde Brinker mit der Universitätsmedaille der Carl von Ossietzky Universität Oldenburg ausgezeichnet.
Im Oktober 2014 erhielt Brinker vom damaligen Oberbürgermeister der Stadt Oldenburg Gerd Schwandner das Große Stadtsiegel für sein Engagement für Oldenburg.

## Kritisches
Im September 2011 wurden Vorwürfe bekannt, die EWE habe Ausgaben für ein Präventionsprogramm an niedersächsischen Schulen in Millionenhöhe über mehrere Jahre nicht ausreichend kontrolliert. Werner Brinker soll laut Medienberichten die fragwürdigen Rechnungen stets persönlich vorgelegt bekommen haben, auch soll er bereits Jahre zuvor von Vorwürfen gegen das Unternehmen gewusst haben, dem die EWE seit 2000 Millionenbeträge überwiesen hat. Wenig später gestand Werner Brinker ein, bei der Übernahme von Anteilen an den Stadtwerken Eberswalde im Jahr 2002 dem damaligen Bürgermeister der brandenburgischen Stadt in einem Brief 307.000 Euro als Zuschuss für die dort stattfindende Landesgartenschau gezahlt zu haben. Die für Wirtschaftskriminalität zuständige Staatsanwaltschaft Neuruppin hatte wegen Vorteilsgewährung gegen Brinker und ein weiteres Vorstandsmitglied ermittelt, die Ermittlungen aber gegen eine Unternehmensgeldbuße in Höhe von 400.000 Euro eingestellt. Im Oktober 2011 kam heraus, dass über die Geldbuße nicht der gesamte Aufsichtsrat der EWE AG informiert worden war. Brinker und der Vorsitzende des Aufsichtsrats, Günther Boekhoff, nannten das „aus heutiger Sicht“ einen Fehler. Nach Ansicht von Experten wäre es aber die Pflicht des Aufsichtsratsvorsitzenden gewesen, das gesamte Kontrollgremium zu informieren und den Vorstandschef für den entstandenen Schaden in Haftung zu nehmen.